# Maria Schaumayer
Maria Schaumayer, née le 7 octobre 1931 à Graz et morte le 23 janvier 2013 à Vienne, est une économiste et femme politique autrichienne, membre du Parti populaire autrichien. De 1990 à 1995, elle est présidente de la Banque nationale d'Autriche. Elle est la première femme au monde à présider une Banque nationale.

## Éducation et carrière
En 1949, Schaumayer est diplômée avec mention du Realgymnasium de Fürstenfeld, puis elle étudie le commerce mondial, l'économie et le droit à la faculté de droit d'Innsbruck. Elle obtient un doctorat en mai 1954.
Schaumayer travaille à la Credit Anstalt-Bankverein. Elle est membre de l'Association académique de Vienne.
Dans la ville de Vienne, Maria Schaumayer est de 1965 à 1973 conseillère municipale exécutive nommée par l'ÖVP et membre du sénat municipal et du gouvernement provincial : elle est responsable des entreprises municipales (conseillère municipale, sénat municipal Marek I, 1965 à 1969) et responsable des constructions et autres questions techniques (sénat municipal Marek II, Slavik et Gratz I, 1969 à 1973). De 1969 à 1982, elle est membre du Conseil municipal et Landtag de Vienne. En 1974, elle devient membre du conseil d'administration de Kommunalkredit AG à Vienne.
De 1982 à 1989, elle est directrice financière d'OMV et, de 1990 à 1995, présidente de la Banque nationale d'Autriche. A l'occasion de ses 60 ans, en 1991, elle fonde la Fondation pour les Femmes Entrepreneures. A partir de 2000, elle est commissaire du gouvernement à l'indemnisation des travailleurs forcés sous le régime nazi. À ce titre, elle joue un rôle clé dans la conclusion d'accords bilatéraux entre la République d'Autriche et six pays européens ainsi que les États-Unis. Avec la création du Fonds autrichien pour la réconciliation, la paix et la coopération, environ 132 000 anciens travailleurs forcés sont indemnisés.
Maria Schaumayer, décédée le 23 janvier 2013, est inhumée au Döblinger Friedhof (groupe 34, rangée 5, numéro 16). En 2014, à Vienne-Döbling (19e district), son nom est donné à la Schaumayerplatz, renommée Maria-Schaumayer-Platz en 2016.